# Luís Elespuru
Luís Elespuru (* 17. Januar 2001) ist ein peruanischer Hürdenläufer, der sich auf die 400-Meter-Distanz spezialisiert hat.

## Sportliche Laufbahn
Erste internationale Erfahrungen sammelte Luís Elespuru im Jahr 2017, als er bei den U18-Weltmeisterschaften in Nairobi in 54,56 s den sechsten Platz über 400 m Hürden belegte. 2019 gelangte er bei den U20-Südamerikameisterschaften in Cali mit 55,30 s ebenfalls auf Rang sechs und 2022 wurde er bei den Juegos Bolivarianos in Valledupar in 55,52 s Siebter. Anschließend klassierte er sich bei den U23-Südamerikameisterschaften in Cascavel mit 54,85 s auf dem sechsten Platz und wurde mit der peruanischen 4-mal-400-Meter-Staffel in 3:18,74 min ebenfalls Sechster. 2025 verpasste er bei den Südamerikameisterschaften in Mar del Plata mit 55,44 s den Finaleinzug im Hürdenlauf und belegte im Staffelbewerb in 3:14,26 min den sechsten Platz. 
In den Jahren 2020 und 2021 sowie 2023 und 2025 wurde Elespuru peruanischer Meister im 400-Meter-Hürdenlauf.

## Persönliche Bestleistungen
- 400 m Hürden: 52,92 s, 6. April 2024 in Lima